# جيمي ماكلارين
جيمي ماكلارين (بالإنجليزية: Jim MacLaren)‏ (26 نوفمبر 1921 في المملكة المتحدة - 2004) هو لاعب كرة قدم بريطاني (وحمل سابقاً جنسية المملكة المتحدة لبريطانيا العظمى وأيرلندا) في مركز حراسة المرمى. لعب مع نادي كارلايل يونايتد ونادي تشستر سيتي.